# Специальный английский язык
Специальный английский язык (англ. Special English) представляет собой контролируемую версию английского языка, специально разработанную для ведения радио- и телевизионных передач радиостанции «Голос Америки» (англ. Voice of America, VOA).
Special English был внедрён в практику работы «Голоса Америки» 19 октября 1959 года, и с тех пор используется в ежедневных передачах. Вещание на Special English предназначено для людей, изучающих английский и владеющих им на среднем уровне, поэтому мировые новости и другие программы дикторы VOA читают на треть медленнее, чем в обычных радиопередачах. Используемая в передачах английская лексика ограничена запасом примерно в 1500 слов, к которым при необходимости добавляются дополнительные термины для объяснения описываемой темы. Аудиозаписи передач в MP3, архивы и подкасты программ выкладываются на сайте радиостанции.

## Примеры использования Special English
«Голос Америки» выпускает в эфир на Special English несколько ежедневных информационных выпусков и 14 специальных еженедельных программ, посвящённых сельскому хозяйству, экономике, медицине, проблемам американского общества, истории США, науке, искусству, развлечениям и другим темам.
Фрагмент передачи 18 мая 2010 года, посвящённой ревматоидному артриту, выглядит следующим образом:
«Ревматоидный артрит является болезненным заболеванием, которое может разрушить суставы. У женщин в три раза больше шансов заболеть им, чем у мужчин. Ревматоидный артрит считается аутоиммунным заболеванием, при котором организм атакует здоровые клетки. Точная причина заболевания неизвестна. Но недавние исследования с использованием экспериментального препарата продемонстрировали признаки прекращения расстройства у лабораторных мышей».
Фрагмент программы 15 июля 2010 года по вопросам патентного права:
«Недавно в Верховном суде США рассматривалось дело о правах собственности изобретателей. Вопрос заключался в том, может ли бизнес-метод рассматриваться как объект патентования. Патенты являются одной из форм интеллектуальной собственности. Они дают правовую защиту частным лицам и компаниям при тиражировании их изобретений».
Эфир 5 июля 2009 года, вскоре после смерти Майкла Джексона:
«Сегодня мы расскажем об одном из самых известных исполнителей в мире, Майкле Джексоне, известном как „Король поп-музыки“. Джексон за свою карьеру продал более семисот пятидесяти миллионов альбомов. Майкл Джексон перестроил популярную культуру своей энергичной музыкой, танцевальной пластикой и революционными музыкальными видеоклипами. Но огромный успех Майкла Джексона не всегда был лёгким. Он был сложной личностью, и у него были проблемы в частной жизни».
Использование Special English позволяет слушателям, изучающим английский язык, не только получить чёткую и доступную новостную информацию, но и улучшить использование американского варианта английского языка. В некоторых странах, таких как Китай, Special English становится всё более популярным для изучающих английский.
Би-би-си и Международное радио Китая используют название «Special English» для трансляций на английском языке на низкой скорости, но они не используют всю методологию, используемую «Голосом Америки».

## Специализированный английский
Существует разновидность Special English — так называемый Специализированный английский (англ. Specialized English), разработанный и используемый радиовещательной корпорацией Feba Radio. Specialized English по своим характеристикам почти совпадает со Special English — низкая скорость речи, короткие предложения и ограниченный словарный запас, на 90 % совпадающий с лексиконом Special English.